# Метофеназат
Метофеназа́т (торговое наименование «френоло́н») — антипсихотическое средство с психостимулирующим действием, пиперазиновое производное фенотиазина.
Синонимы: метофеназин, метофеназатум, перфеназинтриметоксибензоат, френолон, силадор.

## Общая информация
По химическому строению близок к этаперазину. Отличается тем, что оксиэтильный радикал (—СН2—СН2-ОН) этерифицирован остатком триметоксибензойной кислоты. Эта кислота является составной частью молекул резерпина и триоксазина.
По основным фармакологическим свойствам метофеназат близок к аминазину, однако по лечебному действию отличается слабо выраженной антипсихотической активностью и наличием стимулирующего эффекта. Одновременно обладает элементами седативного действия, но вялости, сонливости, адинамии не вызывает. При небольших дозах (5—30 мг/сут) обладает лёгким антидепрессивным действием, а при более высоких дозировках (40—60 мг/сут) — мягким седативным эффектом.
Применяют метофеназат в психиатрической практике при ступорозных и субступорозных состояниях при периодической и ядерной шизофрении, а также при простой и шизофрении с апато-абулическим синдромом на фоне обострения. Также препарат показан при астено-апатических и астено-депрессивных состояниях. Благодаря стимулирующим и активирующим свойствам применяется при кататонических расстройствах. Больши́е дозы воздействуют на бредовую и галлюцинаторную симптоматику, но в слабой степени. Может назначаться также в качестве противорвотного средства. В комбинациях с другими нейролептиками (такими как флуфеназин, алимемазин, тиоридазин) и антидепрессантами применяется при лечении ипохондрических синдромов.
Антипсихотическое действие выражено у метофеназата меньше, чем у других фенотиазиновых препаратов. При параноидной шизофрении с паранойяльным синдромом, при кататоническом возбуждении, маниакальном состоянии, при гебефренической шизофрении он малоэффективен. Не обладает способностью быстро купировать психомоторное возбуждение даже при парентеральном введении. В этих случаях лечение следует начинать другими нейролептическими препаратами.
Терапевтический эффект развивается постепенно и становится заметным через 2—5 дней после начала лечения.
При депрессивных состояниях в рамках шизоаффективного расстройства применение метофеназата может привести к ухудшению состояния с углублением тоски, появлением бессонницы и тяжёлой акатизии.
В общемедицинской практике метофеназат может применяться при гипертонической болезни, функциональных сердечно-сосудистых нарушениях, патологическом климаксе, гастродуоденальных заболеваниях.

## Дозировки и способ применения
Применяют внутрь и внутримышечно. Назначают внутрь (после еды) 2—3 раза в день; в первый день принимают 0,005—0,01 г (5—10 мг), на 2—3-й день увеличивают дозу до 0,02—0,03 г (20—30 мг), затем до 0,04—0,06 г (40—60 мг). Терапевтические дозы 0,03—0,06 г (30—60 мг) в день. Внутримышечно вводят по 5—10 мг.
Лечение в стационаре продолжается обычно 1—2 мес. При последующем амбулаторном лечении назначают по 0,005—0,02 г (5—20 мг) в сутки. Детям назначают внутрь из расчёта 1 мг/кг в сутки (делят на 3—5 приёмов).
Метофеназат хорошо переносится, поэтому широко применяется в геронтологической и детской практике, а также при лечении сомато-психических расстройств.

## Побочные эффекты
Возможные побочные явления: бессонница, отёчность лица, головокружение; иногда появляется кожная сыпь. В редких случаях наблюдаются желтуха, светочувствительность, изменения картины крови. Наиболее частые осложнения — экстрапирамидные нарушения с преобладанием явлений акатизии.

## Противопоказания
Препарат противопоказан при тяжёлых заболеваниях печени и почек, заболеваниях сердца с нарушением проводимости, эндокардите, болезнях крови, депрессии, беременности и лактации.

## Форма выпуска
Формы выпуска: таблетки, покрытые оболочкой (драже), по 0,005 г (5 мг), в упаковке по 50 штук; 0,5 % раствор в ампулах по 1 мл (5 мг) в упаковке по 5 ампул. Драже содержат метофеназата дифумарат, а растворы — метофеназата диэтансульфонат.

## Хранение
Хранение: список Б. В защищённом от света месте.